# 1934 în film
- 1933 în cinematografie — 1934 în cinematografie — 1935 în cinematografie

## Premiere
- Anul 1934 a fost un an prolific pentru cineastul mexican Fernando de Fuentes Carrau; acesta a realizat, în calitatea sa de realizator total de filme (scenarist, editor și regizor) două filme de lung metraj:
  - El fantasma del convento - (Fantoma mănăstirii) și
  - Cruz diablo - (Crucea diavolului)

## Filmele cu cele mai mari încasări
| #   | Titlu                          | Studio             | Vânzări mondiale |
| --- | ------------------------------ | ------------------ | ---------------- |
| 1.  | The Merry Widow                | MGM                | $2,608,000       |
| 2.  | The Barretts of Wimpole Street | MGM                | $2,343,000       |
| 3.  | Treasure Island                | MGM                | $2,264,000       |
| 4.  | Tarzan and His Mate            | MGM                | $2,239,000       |
| 5.  | Forsaking All Others           | MGM                | $2,199,000       |
| 6.  | Chained                        | MGM                | $1,988,000       |
| 7.  | Cleopatra                      | Paramount Pictures | $1,929,000       |
| 8.  | Viva Villa!                    | MGM                | $1,875,000       |
| 9.  | The Gay Divorcee               | RKO                | $1,774,000       |
| 10. | Riptide                        | MGM                | $1,741,000       |
| 11. | It Happened One Night          | Columbia Pictures  | $1,366,000       |
| 12. | Judge Priest                   | Fox Film           | $1,176,000       |
| 13. | The House of Rothschild        | United Artists     | $1,000,000       |

*Vânzări doar în SUA și Canada

## Premii

### Oscar
- Cel mai bun film:   It Happened One Night – Columbia Pictures
- Cel mai bun regizor: Frank Capra – It Happened One Night
- Cel mai bun actor:   Clark Gable – It Happened One Night
- Cea mai bună actriță:  Claudette Colbert – It Happened One Night
- Cel mai bun film străin:

Articol detaliat: Oscar 1934

## Debuturi actoricești
- Gene Autry - In Old Santa Fe
- Donald Duck - The Wise Little Hen
- Alice Faye - George White's Scandals
- Alec Guinness - Evensong
- Rita Hayworth - Cruz Diablo
- Bob Hope - Going Spanish
- Margaret Lockwood - Lorna Doone
- Keye Luke - The Painted Veil
- Ann Miller - Anne of Green Gables
- Anne Revere - Double Door
- Rosalind Russell - Evelyn Prentice
- Ann Rutherford - Student Tour
- George Sanders - Love, Life and Laughter
- Ann Sheridan - Search for Beauty
- James Stewart - Art Trouble
- Robert Taylor - Handy Andy